# (29356) Giovarduino
(29356) Giovarduino est un astéroïde de la ceinture principale.

## Description
(29356) Giovarduino est un astéroïde de la ceinture principale. Il fut découvert le 25 septembre 1995 à l'observatoire Pleiade par Plinio Antolini. Il présente une orbite caractérisée par un demi-grand axe de 3,19 UA, une excentricité de 0,17 et une inclinaison de 0,6° par rapport à l'écliptique.

## Compléments